# 필로테스
필로테스(그리스어: Φιλότης)는 그리스 신화에서 "우정", "정(情)" 이 의인화된 여신이다.
헤시오도스의 신통기에 따르면 필로테스는 ‘밤’(닉스)가 스스로 낳은 자식이다. 모로스(운명), 타나토스(죽음), 아파테(사기), 모모스(비난), 모이라이(운명의 여신들), 오이쥐스(불행), 에리스(불화, 不和) 등과 남매지간이다.